# Zwartkeelbronzemannetje
Het zwartkeelbronzemannetje (Lonchura kelaarti) is een zangvogel uit de familie van de prachtvinken (Estrildidae).

## Verspreiding en leefgebied
Deze soort komt voor in India en Sri Lanka en telt 3 ondersoorten:
- Lonchura kelaarti vernayi: oostelijk India.
- Lonchura kelaarti jerdoni: zuidwestelijk India.
- Lonchura kelaarti kelaarti: Sri Lanka.